# فریدا ساندن
فریدا ساندن (به انگلیسی: Frida Sandén) (زاده ۲۰ مهٔ ۱۹۹۴) خواننده سوئدی است.